# Communauté rurale de Niamone
La communauté rurale de Niamone est une communauté rurale du Sénégal, de l'arrondissement de Tenghory située dans le département de Bignona, une subdivision de la région de Ziguinchor dans la région historique de Casamance dans le sud du pays.
La communauté rurale est au nord de Ziguinchor.

## Géographie
Les villages de la Communauté rurale sont :
- Baghagha
- Kandioumbé
- Djilaogué
- Badioual
- Kamour
- Diagobel
- Diandialate
- Diengue
- Guérina
- Colomba
- Kandiou
- Tabi
- Tobor